# Olga Slyusareva
Olga Slyusareva, née le 28 avril 1969 en RSS d'Ukraine, est une coureuse cycliste russe courant sur route et sur piste, et maire de Toula depuis 2019. Elle détient six titres de championne du monde de cyclisme sur piste : 4 en course aux points et 2 en scratch. Médaillée de bronze de la course aux points aux Jeux olympiques de 2000 à Sydney, elle a conquis le titre olympiques aux jeux de 2004 à Athènes. Elle a également été médaillée de bronze de la course en ligne lors de ces Jeux. Elle s'est reconvertie dans la politique, en devenant maire.

## Carrière sportive
Olga Slyusareva est une cycliste polyvalente qui a remporté de nombreux succès sur la piste et sur la route entre 1995 et 2009. Elle fait ses débuts au niveau international en 1995 aux championnats du monde sur piste à Bogotá, où elle devient vice-championne du monde de vitesse. En 1998, 1999, 2001 et 2005, elle remporte le titre de championne d'Europe à l'omnium.
Après des débuts sur les épreuves de sprint, elle participe par la suite aux épreuves dites d'endurance, où elle va obtenir plus de succès. Aux mondiaux 1998 et 2000, elle est médaillée de bronze à deux reprises, dans, ce qui va devenir sa grande spécialité, la course aux points. Toujours en 2000, elle est également médaillée de bronze de la course aux points aux Jeux olympiques de Sydney. En 2001, elle décroche le titre de championne du monde dans cette discipline. Elle conserve ce titre en 2002, 2003 et 2004. En 2003, elle réussit même le doublé en devenant championne du monde du scratch.
En 2004, à Athènes, elle devient championne olympique de course aux points et remporte une médaille de bronze dans la course en ligne sur route. L'année suivante, elle devient pour la deuxième fois championne du monde du scratch. Au total, elle compte 3 médailles olympiques, 18 médailles mondiales (6 de chaque couleur) et 5 titres européens.
En 2006, elle est double championne de Russie sur route. En 2009, elle met un terme à sa carrière cycliste.
Elle est intégrée au Hall of Fame de l'Union européenne de cyclisme.

## Après carrière
À la fin de sa carrière active dans le cyclisme, Olga Slyusareva s'est notamment engagée dans un comité régional pour le sport et la politique de la jeunesse. En octobre 2019, elle est élue maire de la ville de Toula. En 2020, elle fait son entrée dans les 100 personnes les plus influentes de l'oblast de Toula.

## Vie privée
Elle vit avec sa famille à Tula. Elle a quatre fils, Sergey (né en 1997), Egor (né en décembre 2009), Bogdan (né en 2012) et Nikita (né en 2016). Son fils ainé, Sergey Rostovtsev, fait également carrière sur piste,.

## Palmarès sur route
- 1999
  - 13e étapes de La Grande Boucle internationale
- 2001
  - Trophée International (Cdm)
  - 5e, 7e et 14e étapes de La Grande Boucle internationale
  - 4e et 10e étapes du Tour de l'Aude
- 2002
  - 7e étape du Tour d'Italie féminin
  - 11e étapes de La Grande Boucle internationale
- 2003
  - 3e et 4e étapes de l'Eko Tour Dookola Polski
  - 3e de l'Eko Tour Dookola Polski
- 2004
  - GP Liberazione
  - Grand Prix international de Dottignies
  - 7e étape du Tour d'Italie féminin
  -  Médaillée de bronze de la course en ligne des Jeux olympiques
- 2006
  -  Championne de Russie sur route
  -  Championne de Russie du contre-la-montre
  - 3e, 4e et 6e étapes du Tour d'Italie féminin
  - Trofeo Riviera Della Versilia

## Palmarès sur piste

### Jeux olympiques
- Sydney 2000
  -  Médaillée de bronze de la course aux points
- Athènes 2004
  -  Championne olympique de la course aux points

### Championnats du monde
- Bogota 1995
  -  Médaillée d'argent de la vitesse
- Bordeaux 1998
  -  Médaillée de bronze de la course aux points
- Manchester 2000
  -  Médaillée de bronze de la course aux points
- Anvers 2001
  -  Championne du monde de la course aux points
  -  Médaillée d'argent de la poursuite
- Copenhague 2002
  -  Championne du monde de la course aux points
  -  Médaillée d'argent de la poursuite
  -  Médaillée de bronze du scratch
- Stuttgart 2003
  -  Championne du monde de la course aux points
  -  Championne du monde du scratch
  -  Médaillée de bronze de la poursuite
- Melbourne 2004
  -  Championne du monde de la course aux points
  -  Médaillée de bronze du scratch
- Los Angeles 2005
  -  Championne du monde du scratch
  -  Médaillée d'argent de la course aux points
- Bordeaux 2006
  -  Médaillée d'argent de la poursuite
  -  Médaillée d'argent de la course aux points
  -  Médaillée de bronze du scratch
- Pruszkow 2009
  - 8e de la poursuite par équipes
  - 13e de l'omnium
  - 17e de la poursuite individuelle

### Coupe du monde
- 1998
  - 2e de la course aux points à Victoria
- 1999
  - 3e de la course aux points à Mexico
- 1999
  - 1re de la course aux points à Frisco
- 2002
  - 1re du scratch à Moscou
  - 1re de la course aux points à Moscou
  - 2e de la poursuite à Moscou
  - 3e de la poursuite à Monterrey
- 2004
  - Classement général du scratch
  - 1re du scratch à Moscou
  - 1re de la course aux points à Moscou
  - 2e de la poursuite à Moscou
- 2005-2006
  - 1re de la course aux points à Moscou
  - 3e de la poursuite à Moscou
- 2006-2007
  - 1re de la poursuite par équipes à Moscou (avec Evgenia Romanyuta, Anastasia Tchulkova)
  - 2e de la poursuite par équipes à Pekin
  - 2e de la poursuite par équipes à Los Angeles
- 2008-2009
  - 3e de la poursuite par équipes à Pekin

### Championnats d'Europe
- Championne d'Europe de l'omnium en 1998, 1999, 2001, 2003 et 2005

### Championnats nationaux
- 1998
  -  Championne de Russie de course aux points
- 2007
  -  Championne de Russie de poursuite
  -  Championne de Russie de course aux points

## Distinctions
- UEC Hall of Fame[5]